# 창릉동
창릉동(昌陵洞)은 경기도 고양시 덕양구에 있는 행정동이다.

## 지명
용두동에 대표적인 조선시대 왕릉인 서오릉이 있는 곳으로 유명하다. 창릉동이란 이름도 여기에서 나온 것이다. 창릉은 서오릉의 여러 능들 중에서 가장 먼저 조성된 왕릉으로 제8대 조선 예종과 그의 비인 안순왕후의 능이다. 이 능의 명칭에 따라 본래 이름인 덕수천의 이름도 창릉천으로 바뀌었다. 그리고 1992년 시 승격과 함께 동의 이름도 이 창릉을 써 창릉동으로 정하게 되었다.

## 개요
행정복지센터의 소재지인 동산동 지역은 서울 근교지역의 전형적인 모습을 간직하고 있는 마을로, 고양시청이 있는 주교동(원당)으로부터는 동쪽, 구파발 방향에 있다. 원당에서 구파발 방향으로 이어지는 고양대로와 삼송동에서 연결되어 오는 통일로가 만나는 곳도 이곳이다. 마을의 집들은 대부분이 도로 주변과 서오릉 뒤편에 있는 산기슭에 있으며 창릉천 덕수교 부근에도 많은 주민들이 거주하고 있다. 마을에는 오래전부터 불려오는 능모퉁이, 모기밭, 큰골, 아랫말, 신성동, 음짓말, 뱀골 등으로 이루어져 있다. 마을의 주택들은 대부분이 여러 규제로 단독주택이 많으며 교육시설, 상가, 기관은 거의 없다. 마을 주변의 농경지는 고양시의 대표적인 곡창지대였으나 지금은 대부분이 시설재배를 위한 여러 시설물이 들어서 있으며 도로 주변에 작은 건물들이 들어서고 있다. 서울로 출퇴근하는 주민들의 비율이 높은 편이다. 삼송지구 개발 후에는 고양 - 서울 시경계 근처에 삼송테크노밸리가 생겼다.
용두동은 원당에서 역촌동/구산동 방향, 즉 서오릉이 있는 일대의 마을이다. 마을은 서오릉로를 중심으로 그 좌우에 자리하고 있는데, 관내에 서오릉과 군부대 등이 있어서 주민들이 거주하고 있는 면적은 크지 않다. 이곳 용두동의 동쪽으로는 서울특별시 은평구 구산동과 경계를 이루고 있으며 마을의 서쪽으로는 큰 망월산을 경계로 화전동, 향동동과 이웃하고 있다. 용두동의 집들은 단독주택이 많으며 관내에 용두초등학교가 자리해 있다. 주로 주민들은 서울특별시의 교통편을 이용하여 인근의 서울 지역을 상권으로 이용하고 있다. 본래 마을에는 상가가 전무하였으나 서오릉 일대에 주로 먹거리를 주업으로 하는 식당가가 만들어지고 있다. 용두동에는 벌말, 가운뎃말, 능앞, 윗말, 아랫말, 운하리 마을 등 자연촌락으로 이루어져 있다.
서울 - 고양 시경계와 가까운 일부 지역은 서울통화권에 들어가 있어서 031국 대신 02국을 이용한다.

## 법정동
- 용두동(龍頭洞)
- 동산동(東山洞)

## 명소
- 서오릉

## 방송 시설
- MBC 불광 중계소

## 교육
- 창릉초등학교
- 용두초등학교
- 고양동산초등학교

## 교통
- 국도 제1호선
- 지방도 제356호선
- 시도 55호선